# (38109) 1999 JQ24
1999 JQ24 (asteroide 38109) é um asteroide da cintura principal. Possui uma excentricidade de 0.25255240 e uma inclinação de 8.63826º.
Este asteroide foi descoberto no dia 10 de maio de 1999 por LINEAR em Socorro.